# Devillien
Het mineraal devillien is een gehydrateerd calcium-koper-sulfaat met de chemische formule CaCu4(SO4)2 (OH)6·3(H2O).

## Eigenschappen
Het doorzichtig witte, blauwe, blauwgroene of (donker)groene devillien heeft een glas- tot parelglans, een lichtgroene streepkleur en de splijting is perfect volgens het kristalvlak [001] en duidelijk volgens [110]. Het kristalstelsel is monoklien. Devillien heeft een gemiddelde dichtheid van 3,11, de hardheid is 2,5 en het mineraal is niet radioactief.

## Naamgeving
Het mineraal devillien is genoemd naar de Franse scheikundige H. E. S. C. Deville (1818 - 1881).

## Voorkomen
Devillien wordt gevonden in Herrengrund (tegenwoordig Spania Dolina), Neusohl, Slowakije.